# Ніви (Пйотрковський повіт)
Ніви (пол. Niwy) — село в Польщі, у гміні Ленки-Шляхецькі Пйотрковського повіту Лодзинського воєводства.
Населення — 38 осіб (2011).
У 1975-1998 роках село належало до Пйотрковського воєводства.

## Демографія
Демографічна структура станом на 31 березня 2011 року:
|          | Загалом | Допрацездатний вік | Працездатний вік | Постпрацездатний вік |
| -------- | ------- | ------------------ | ---------------- | -------------------- |
| Чоловіки | 23      | 7                  | 14               | 2                    |
| Жінки    | 15      | 3                  | 7                | 5                    |
| Разом    | 38      | 10                 | 21               | 7                    |